# Milton Reyes (Fußballspieler)
Milton Alexander Reyes Galeas (* 2. Mai 1974 in Arenal, Yoro) ist ein ehemaliger honduranischer Fußballspieler und heutiger -trainer, welcher zumeist als Rechtsverteidiger aktiv war.

## Karriere

### Spieler

#### Klub
Nachdem er seine Laufbahn beim Yoro FC und Independiente Villela begonnen hatte, ging er im Jahr 1997 zum CD Motagua, wo er drei Meistertitel mit seiner Mannschaft gewann. Im Sommer 2002 verpflichtete ihn in den USA das MLS-Franchise D.C. United, wo er über den Verlauf von einem Jahr seine Position als Stammspieler bekleidete. Mitte 2003 ging es für ihn weiter beim FC Dallas, wo er bis zum Saisonende 2004 für ein paar Spiele aktiv war. Danach kehrte er in seine Heimat zurück und spielte noch einmal bis Ende 2011 bei Motagua, wo er im Anschluss an zwei weitere Meistertitel seine Karriere beendete.

#### Nationalmannschaft
Sein Debüt in der honduranischen A-Nationalmannschaft gab er am 29. März 1995 bei einem 1:1-Freundschaftsspiel gegen Brasilien, wo er auch in der Startelf stand. Nach einem weiteren Freundschaftsspieleinsatz wenige Monate später, kam er über die nächsten Jahre dann aber nicht mehr zum Einsatz.
Seine nächsten Einsätze folgten beim UNCAF Nations Cup 1999, wo er mit seinem Team in die Finalrunde kam. Dadurch gelang die Qualifikation für den Gold Cup 2000, bei welchem er in einem Gruppenspiel sowie dem Viertelfinale zum Einsatz kam. Im Anschluss an dieses Turnier folgten eine Vielzahl an Spielen im Rahmen der WM-Qualifikation 2002, an dessen Ende seine Mannschaft die Endrunde nur knapp verpasste. Währenddessen gehörte er auch zum Mannschaftskader bei der Copa América 2001, wo er in einem Gruppenspiel eingesetzt wurde.
Nach der WM-Quali bekam er über mehrere Jahre erst einmal keinen Einsatz mehr. Während seiner Zeit in der MLS war so sein einziges Spiel eine Freundschaftspartie im Februar 2004. Erst in der Qualifikation für den Gold Cup 2005 kam er wieder zum Einsatz und schaffte es mit seinem Team sich wieder für die Endrunde zu qualifizieren. Nach ein paar weiteren Freundschaftsspielen gehört er im Sommer aber dann nicht zum Kader dort. Nach drei weiteren Freundschaftsspielen im Jahr 2006 endete seine Karriere in der Nationalmannschaft.

### Trainer
Nachdem er kurzzeitig im November 2013 als Interimstrainer des CD Motagua einsprang, war er in der Saison 2018/19 eine Zeit lang Trainer bei CD Real Juventud und ist nun seit Juni Trainer der Reservemannschaft von Motagua.

## Privates
Sein Bruder ist der Fußballtrainer Mauro Reyes.